# Wincenty Faber
Wincenty Faber (ur. 7 czerwca 1936 w Bielsku, zm. 27 maja 1980 w Krakowie) – polski poeta, autor tekstów piosenek (m.in. „Wędrówki” z repertuaru Marka Grechuty czy „Jaki śmieszny jesteś pod oknem” śpiewanej przez Ewę Demarczyk) i utworów dla dzieci. Pisał też lirykę refleksyjną, charakteryzującą się prostotą formy. 

## Życiorys
Ukończył filologię słowiańską na Uniwersytecie Jagiellońskim. Był współtwórcą teatrzyków studenckich, autorem tekstów kabaretowych i piosenek, kierownikiem literackim Teatrzyku Piosenki „Sowizdrzał”. Pracował w redakcji tygodnika „Wieści”. Debiutował w 1955 w „Życiu Literackim”. Wydał pięć tomów wierszy oraz zbiorki wierszy dla dzieci.
Wydane tomiki:
- Otwieranie liści
- Rzeczowniki
- Przyjmowanie
- W cieniu ognia
- Jakiekolwiek zdarzenie

Adam Zagajewski poświęcił mu wiersz Wicek Faber (tomik Prawdziwe życie, 2019).

## Faber w piosenkach
- 1972: Marek Grechuta Droga za widnokres
- 2006: Grzegorz Turnau Historia pewnej podróży